# São Pedro Airport
São Pedro Airport (engelska: São Pedro Municipal Airport) är en flygplats i Brasilien.   Den ligger i kommunen São Pedro och delstaten São Paulo, i den sydöstra delen av landet, 800 km söder om huvudstaden Brasília. São Pedro Airport ligger 580 meter över havet.
Terrängen runt São Pedro Airport är platt åt sydost, men åt nordväst är den kuperad. Närmaste större samhälle är São Pedro, 4,2 km norr om São Pedro Airport.
Omgivningarna runt São Pedro Airport är huvudsakligen savann. Runt São Pedro Airport är det ganska glesbefolkat, med 48 invånare per kvadratkilometer.